# Vicky López
Victoria "Vicky" López Serrano Felix, född den 26 juli 2006 i Madrid, är en spansk fotbollsspelare.

## Karriär
Vicky López inledde sin seniorkarriär i Madrid CFF år 2021. Hon värvades av FC Barcelona år 2022. Hon har även representerat den spanska damlandslaget där hon debuterade år 2024.